# Монтинье
Монтинье́ (фр. Montigné) — коммуна во Франции, находится в регионе Пуату — Шаранта. Департамент — Шаранта. Входит в состав кантона Руйак. Округ коммуны — Коньяк.
Код INSEE коммуны — 16228.
Коммуна расположена приблизительно в 390 км к юго-западу от Парижа, в 90 км южнее Пуатье, в 27 км к северо-западу от Ангулема.

## Население
Население коммуны на 2008 год составляло 134 человека.
| 1962 | 1968 | 1975 | 1982 | 1990 | 1999 | 2008 |
| ---- | ---- | ---- | ---- | ---- | ---- | ---- |
| 149  | 158  | 144  | 122  | 127  | 112  | 134  |

## Экономика
В 2007 году среди 79 человек в трудоспособном возрасте (15—64 лет) 65 были экономически активными, 14 — неактивными (показатель активности — 82,3 %, в 1999 году было 70,6 %). Из 65 активных работали 59 человек (37 мужчин и 22 женщины), безработных было 6 (2 мужчины и 4 женщины). Среди 14 неактивных 1 человек был учеником или студентом, 4 — пенсионерами, 9 были неактивными по другим причинам.

## Фотогалерея

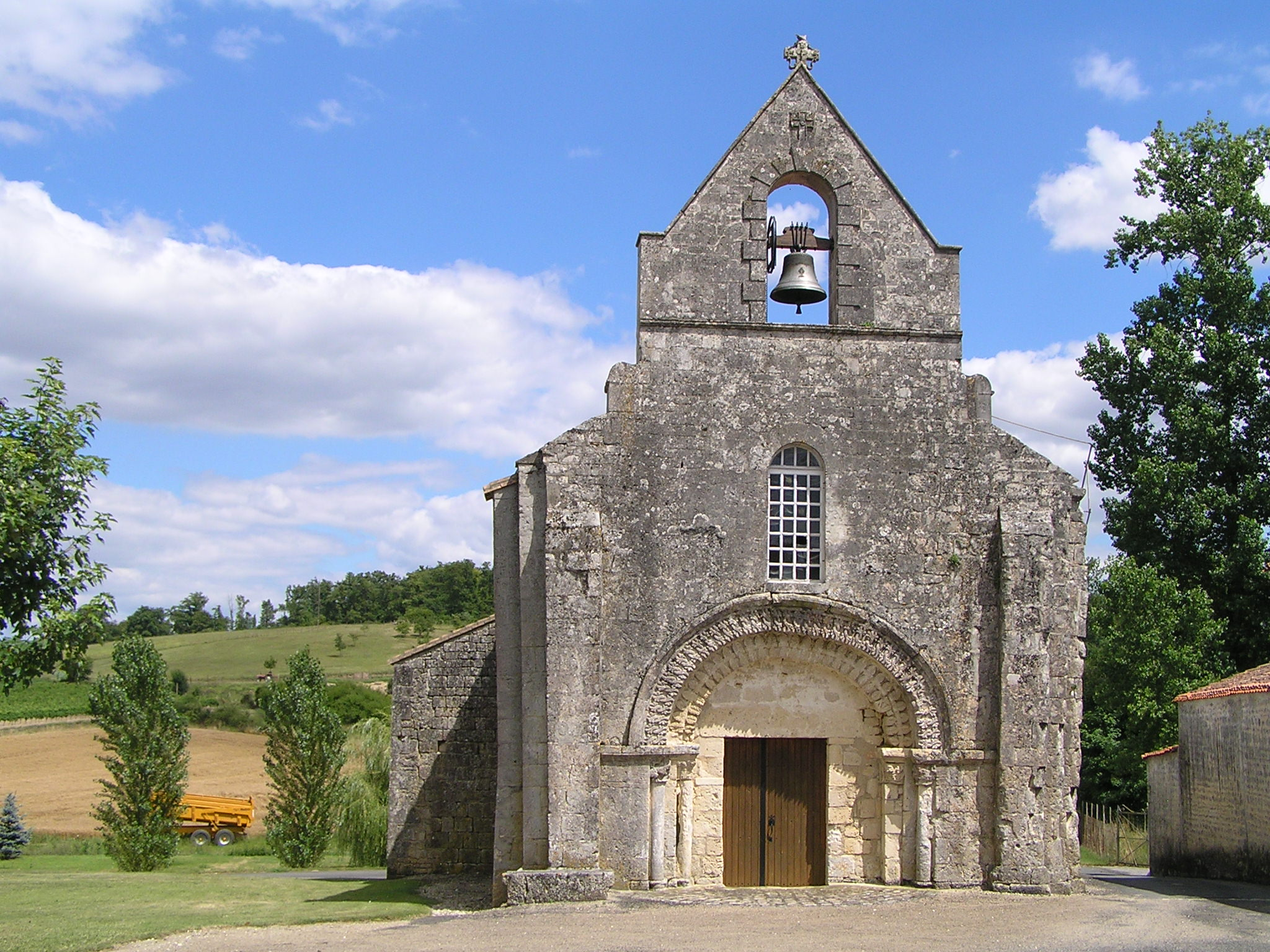
Церковь
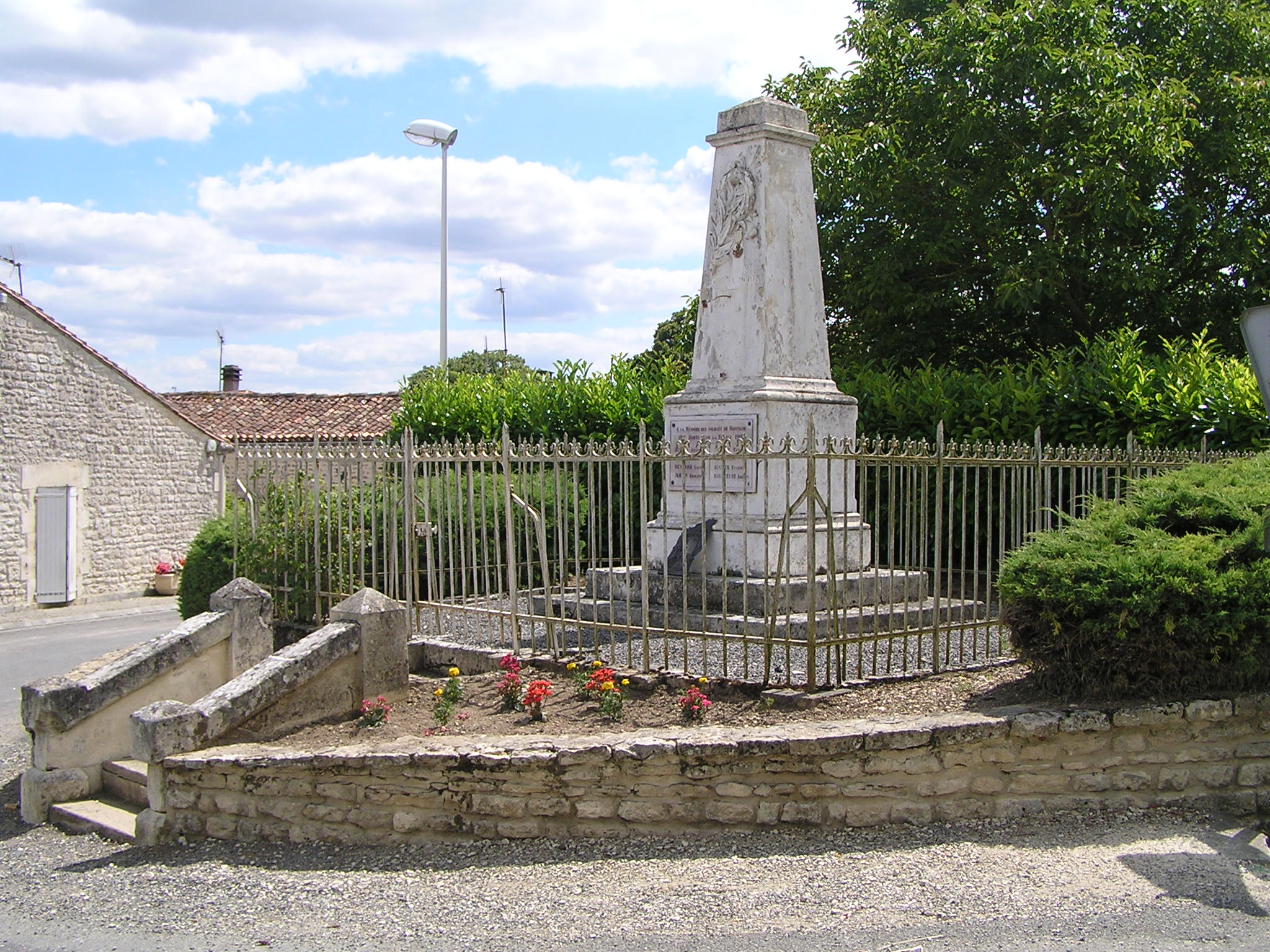
Военный мемориал
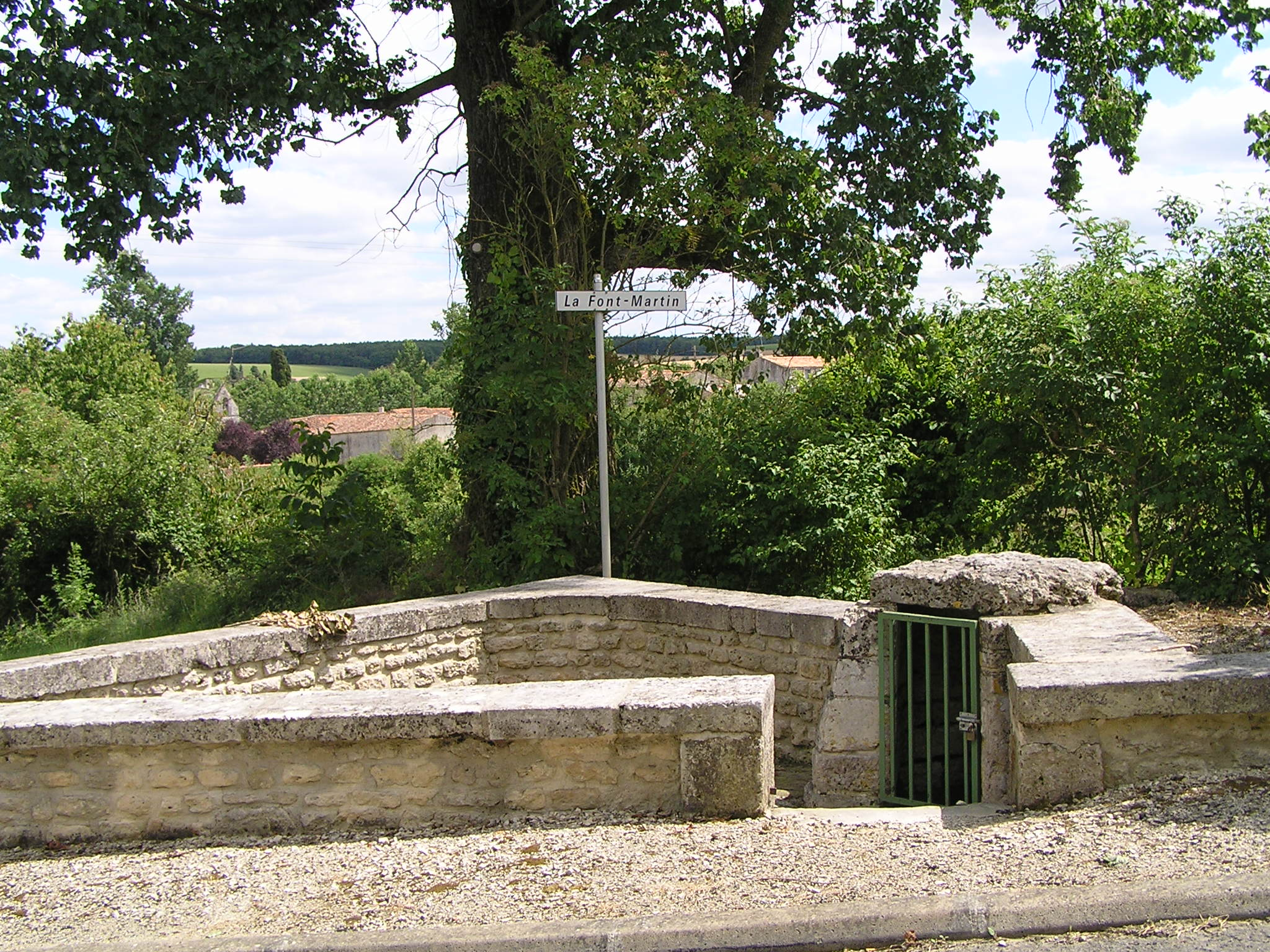
Фонтан